# Narodowe Sanktuarium Matki Bożej Częstochowskiej w Doylestown
Narodowe Sanktuarium Matki Bożej Częstochowskiej (ang. National Shrine of Our Lady of Czestochowa, pol. także: Narodowe Sanktuarium Matki Bożej Jasnogórskiej) – miejsce kultu maryjnego Polonii amerykańskiej, położone w pobliżu Doylestown w stanie Pensylwania w Stanach Zjednoczonych.
Sanktuarium znane również jako Amerykańska Częstochowa posiada replikę obrazu Matki Bożej Częstochowskiej, oraz serce premiera Polski, Ignacego Jana Paderewskiego.

## Historia

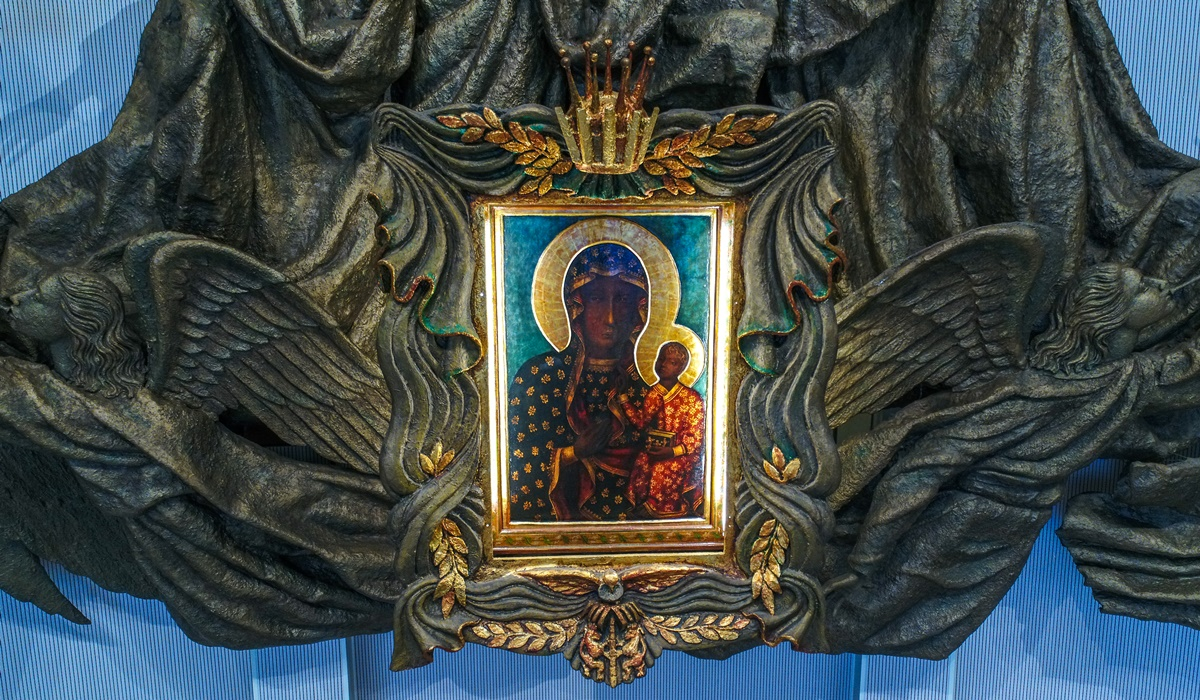
Fragment ołtarza górnego kościoła

28 września 1953 r. władze diecezjalne udzieliły pozwolenia na założenie klasztoru z sanktuarium Matki Bożej Częstochowskiej na terenie archidiecezji Filadelfia.
W dniu 6 listopada 1953 r. Stolica Apostolska wydała akt erekcyjny, pozwalający na założenie nowego klasztoru i przeszczepienie zakonu paulinów na amerykańską ziemię. W grudniu tegoż roku „Zoning Board” w Doylestown wydała akt „special exemption” pozwalający na użycie zakupionych terenów pod budowę klasztoru i sanktuarium.
Wkrótce potem paulin, ojciec Michał M. Zembrzuski, zakupił obszar ziemi w pobliżu Doylestown z zamiarem budowy kaplicy poświęconej Matce Boskiej Częstochowskiej, w celu zbliżenia Polonii do swoich polskich korzeni katolickich.
26 czerwca 1955 roku została otwarta tymczasowa kaplica Matki Bożej Częstochowskiej w Doylestown, która urządzona została w dawnej pofarmerskiej stodole. Kaplica wyglądała bardzo ubogo i prymitywnie. Ale jak powiedział ks. kardynał O’Hara do o. Michała Zembrzuskiego, dodając mu odwagi:

Wszystkie wielkie rzeczy powstają z małych. Nasze zbawienie poczęło się w stajni Betlejemu.

Kaplica została przebudowana na sanktuarium dla uczczenia tysięcznej rocznicy powstania państwa polskiego w 1966 roku.
Pierwszą zorganizowaną grupę pielgrzymią kaplica ta gościła w dniu swego otwarcia z parafii św. Wawrzyńca w Filadelfii.
16 października 1966 roku, sanktuarium zostało poświęcone przez arcybiskupa (późniejszego kardynała) Johna Krola.

Kazanie w języku polskim i angielskim wygłosił bp Władysław Rubin – delegat Prymasa Polski na uroczystości milenijne w Stanach Zjednoczonych.
Głównym celebransem miał być kardynał Stefan Wyszyński, prymas Polski, który nie przybył na uroczystości, ponieważ nie otrzymał paszportu od władz Polski. Do ostatniej chwili był z nadzieją oczekiwany przez Polonię. Nieobecność prymasa Polski na uroczystościach milenijnych w Stanach Zjednoczonych zaznaczana była pustym fotelem, na którym umieszczano biało-czerwone kwiaty i cierniową koronę. Był to dla Ameryki symbol niewoli i prześladowania Kościoła w Polsce. W uroczystości brał również udział prezydent Stanów Zjednoczonych, Lyndon B. Johnson z małżonką i córką. Witało go, według doniesień prasy amerykańskiej, około 140 tys. Amerykanów polskiego pochodzenia, przybyłych na te uroczystości. Był to pierwszy przypadek w historii Polonii amerykańskiej, że sam prezydent wziął udział w uroczystościach polonijnych. Pierwszy też raz w historii Kościoła katolickiego w Stanach Zjednoczonych prezydent uczestniczył w uroczystości poświęcenia kościoła.
15 sierpnia 1976 w sanktuarium mjr Kazimierz Światocho dokonał odsłonięcia płaskorzeźby (wykonaną przez rzeźbiarza Floriana Rachelskiego) i urny z ziemią z Cmentarza Orląt Lwowskich.

### Kościół

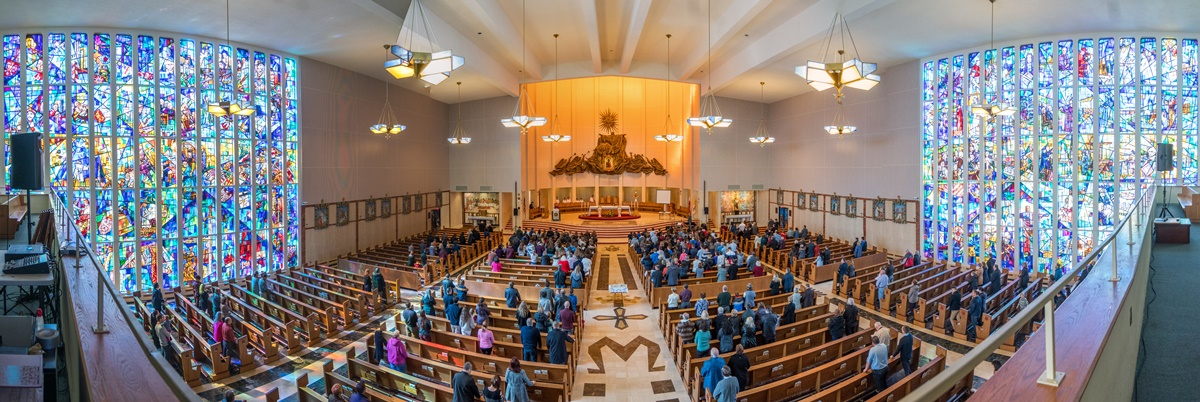
Górny kościół

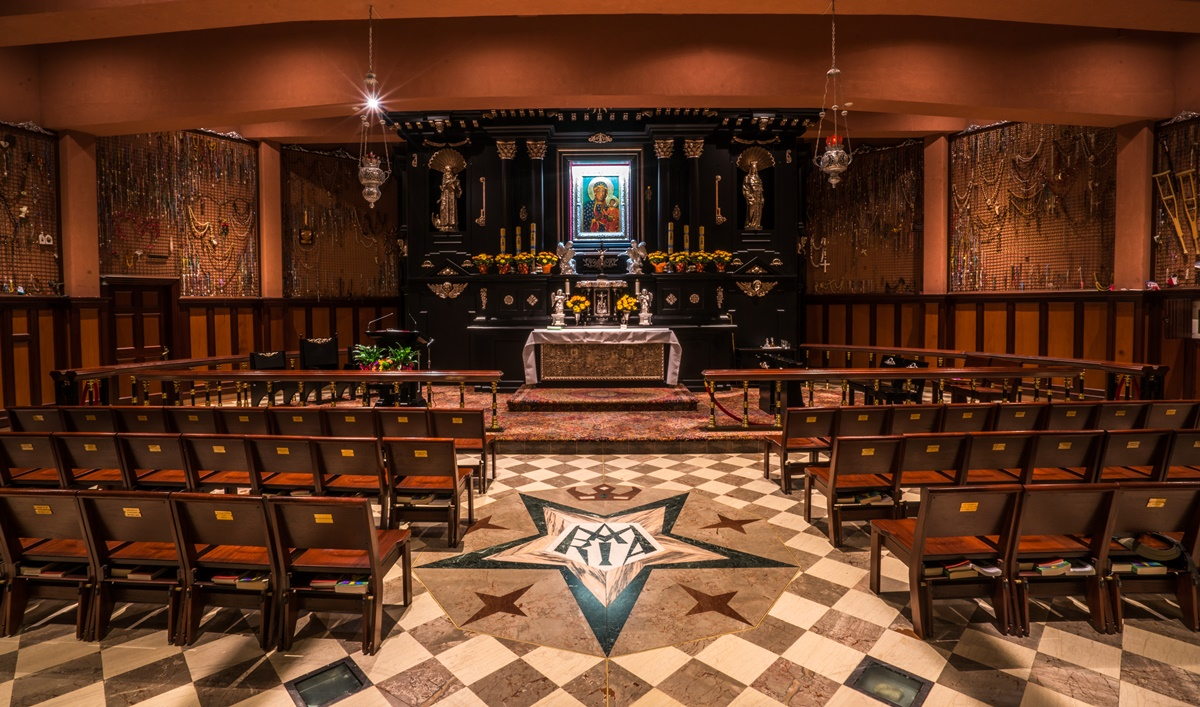
Kaplica Matki Boskiej Częstochowskiej

Centralnym miejscem świątyni jest kościół zaprojektowany przez polonijnego architekta Jerzego Szeptyckiego, z repliką obrazu Matki Boskiej Częstochowskiej, namalowaną w 1955 roku, przez częstochowskiego malarza, Bolesława Rutkowskiego.
Dolna część kościoła została zaprojektowana w ten sposób, aby przypominała wnętrze kościoła na Jasnej Górze w Częstochowie. Na zewnątrz znajdują się stacje Drogi Krzyżowej.
Pod pomnikiem „Huzara”, jak pod pomnikiem „Nieznanego Żołnierza” odbywają się uroczystości wojskowe i składane są wieńce przez towarzyszy broni i wdzięczną Polonię.
W czerwcu 1986 roku w Amerykańskiej Częstochowie miało miejsce kolejne historyczne wydarzenie. W westybulu świątyni została umieszczona urna z sercem Ignacego Paderewskiego.
22 września 2024 r. ikonę przedstawiającą błogosławioną Rodzinę Ulmów, dzieło Rafała Krużela, będącą darem dla Sanktuarium od Prezydenta RP Andrzeja Dudy i jego żony Agaty Kornhauser-Duda przekazał sekretarz stanu minister Wojciech Kolarski.

### Cmentarz

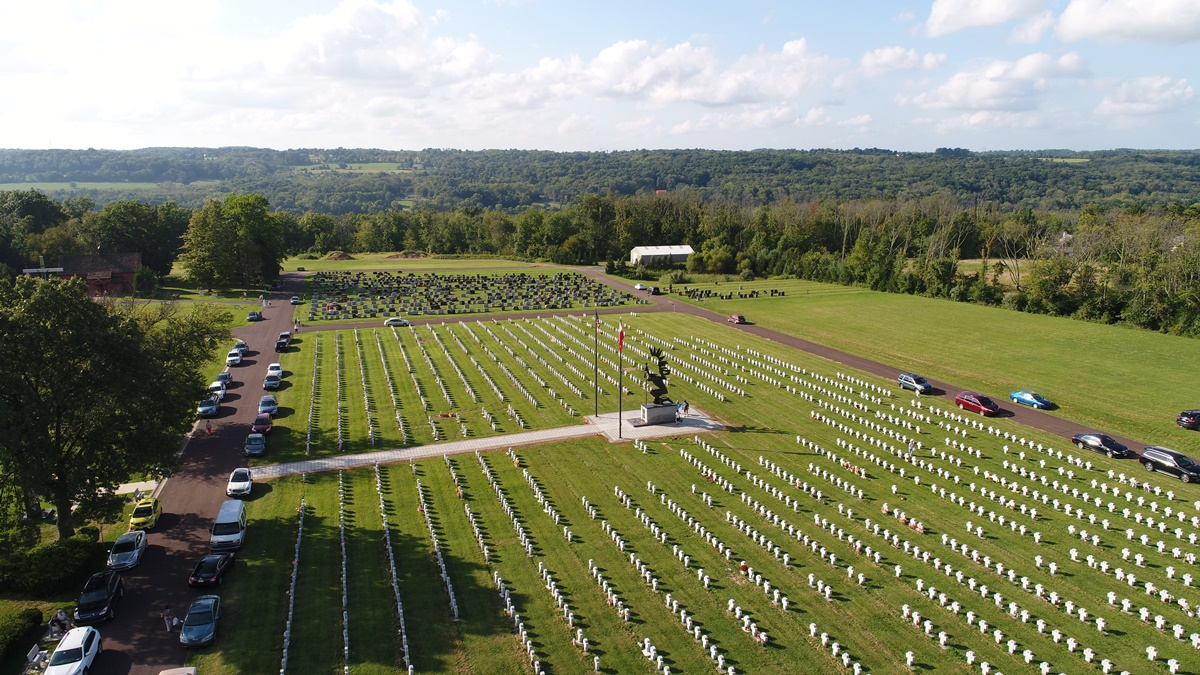
Cmentarz

W kolejnych latach w pobliżu sanktuarium powstały inne obiekty, takie jak cmentarz polonijny (z Pomnikiem Mściciela poświęconym ofiarom zbrodni katyńskiej i katastrofy polskiego Tu-154 w Smoleńsku, pomnikami Ignacego Jana Paderewskiego i polsko-litewskich huzarów), klasztor i centrum dla odwiedzających.
Na cmentarzu narodowym Amerykańskiej Częstochowy zostało pochowanych blisko 5 000 osób. Wśród pochowanych byli zasłużeni Polacy, w tym wojskowi. Spoczywają tutaj paulini i kapłani diecezjalni w sekcji kapłańskiej, wielcy mężowie stanu, artyści, wynalazcy, obrońcy polskiej mowy i kultury w alei zasłużonych. Pochowani są tutaj również bracia i siostry woluntariusze, a także polscy generałowie, żołnierze pierwszej i drugiej wojny światowej i byli więźniowie obozów koncentracyjnych w sekcji kombatanckiej, zwanej jako „Polish Arlington”.

## Pielgrzymki

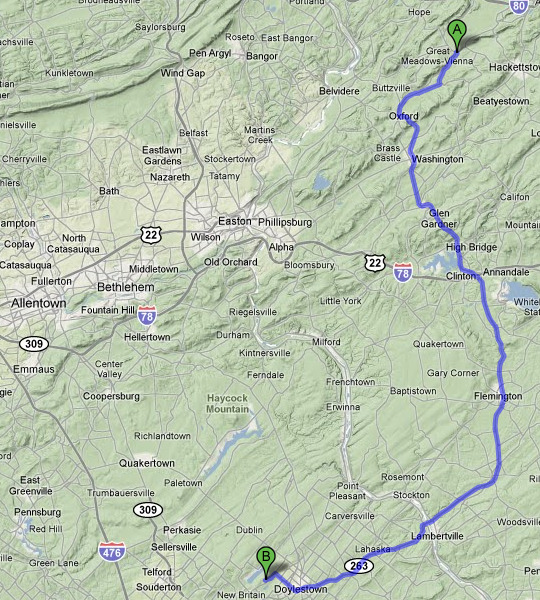
Przybliżona trasa pielgrzymki do Narodowego Sanktuarium Matki Bożej Częstochowskiej w Doylestown, PA

Od 1987 roku, około drugiego tygodnia sierpnia, na podobieństwo pieszych pielgrzymek na Jasną Górę w Częstochowie, organizowana jest coroczna piesza pielgrzymka do sanktuarium w kościele św. Piotra i Pawła w Great Meadows (New Jersey), przekroczenie granicy do Pensylwanii i dalsza pielgrzymka do sanktuarium w Doylestown, Pensylwania. Trwa cztery dni. Pielgrzymi pokonują około 120 km.
Są to trzy grupy pielgrzymkowe: grupa polska, polska grupa młodzieżowa i grupa amerykańska (z grupą hiszpańską, czasami przyłączającą się do grupy amerykańskiej). W pielgrzymce uczestniczy, przeważnie, około 2000 pielgrzymów.
Sanktuarium podejmuje rocznie około pół miliona pielgrzymów.

## Znane osoby publiczne w Amerykańskiej Częstochowie

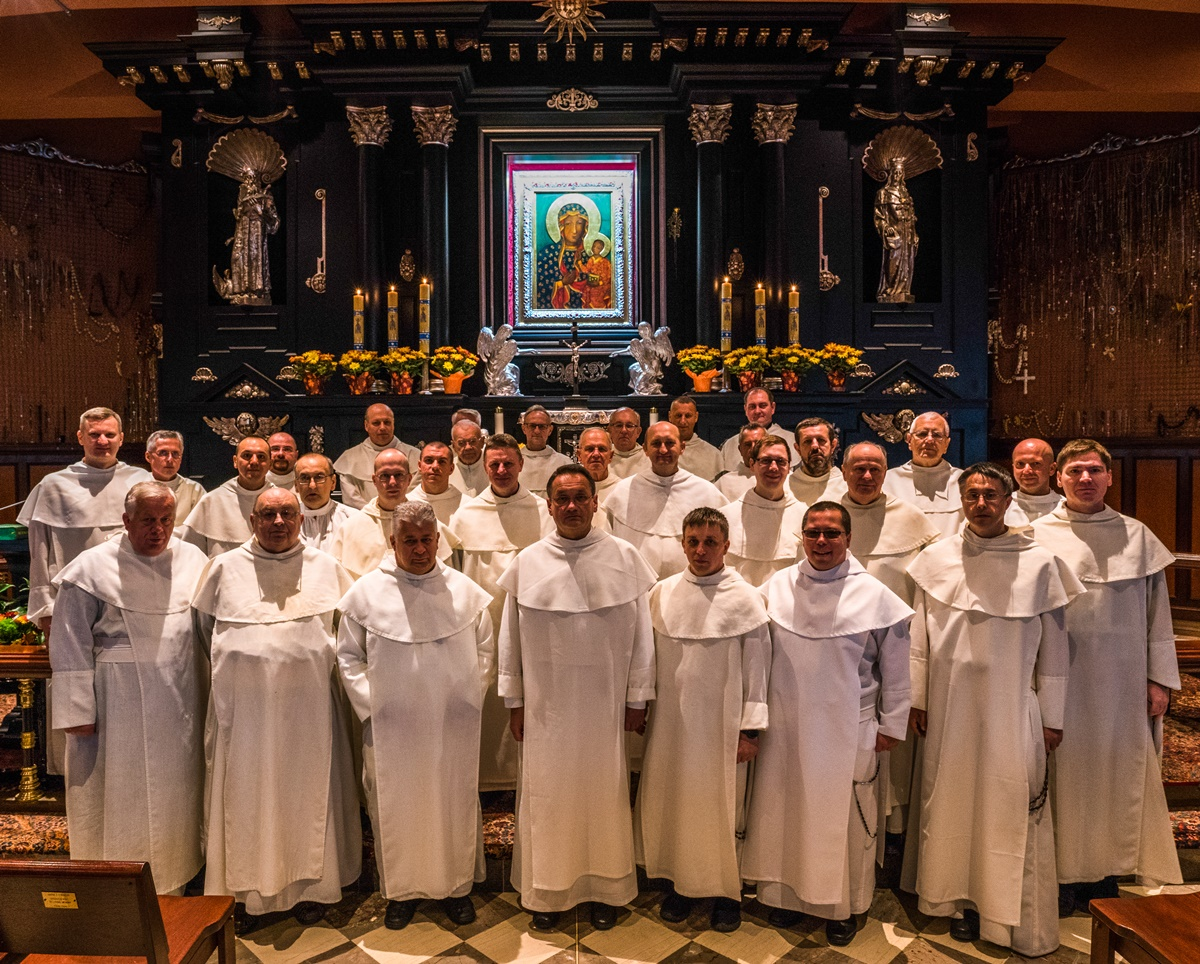
Ojcowie Paulini w kaplicy

- 16 października 1966, w poświęceniu sanktuarium brał udział prezydent Stanów Zjednoczonych, Lyndon B. Johnson.
- w 1969 r. i 1976 r. przebywał w sanktuarium arcybiskup Krakowa – kardynał Karol Wojtyła (późniejszy papież Jan Paweł II)[9].
- 9 września 1984, na zaproszenie o. Lucjusza Tyrasińskiego[10], prezydent Stanów Zjednoczonych, Ronald Reagan uczestniczył w Polskim Festiwalu w Amerykańskiej Częstochowie.
- 23 kwietnia 2016 sanktuarium odwiedziła premier RP Beata Szydło[9].
- 18 września 2016 sanktuarium odwiedził prezydent RP Andrzej Duda wraz z małżonką – prezydentową Agatą Kornhauser-Duda. Podczas wizyty prezydent na cmentarzu w Doylestown, gdzie znajduje się Narodowe Sanktuarium Matki Bożej Częstochowskiej odsłonił pomnik upamiętniający Żołnierzy Wyklętych[11].

## Szkoły
- Szkoła j. polskiego im. Matki Bożej Częstochowskiej w Doylestown

## Media
- Stacja radiowa – „Głos z Amerykańskiej Częstochowy”